# Incidente ferroviario di Pizzo Calabro
L'incidente ferroviario di Pizzo Calabro fu un deragliamento del treno direttissimo "Freccia del Sud" avvenuto, il 19 aprile 1971 sul tratto costiero calabro della Ferrovia Tirrenica Meridionale, in prossimità dei deviatoi di ingresso della stazione di Pizzo.

## Dinamica dei fatti
Il treno direttissimo Milano-Siracusa "Freccia del Sud", procedeva alla velocità di 90 km/h sulla tratta della Ferrovia Tirrenica Meridionale tra le stazioni di Francavilla Angitola e Pizzo; alle ore 9:24, dopo l'uscita dalla galleria Pizzo, in prossimità degli scambi di ingresso della stazione di Pizzo improvvisamente deragliò. La locomotiva e le prime carrozze continuarono per inerzia la corsa fuori dai binari disponendosi infine a zig zag mentre le ultime sette, sganciatesi, proseguirono senza controllo per circa 300 m verso un binario secondario della stazione di Pizzo, ove era ricoverato un treno merci investendolo e si rovesciarono sul fianco. La prima carrozza di quest'ultimo gruppo trascinò con sé uno dei carri merci e questo capovolgendosi la riurtò violentemente spezzandola. Vennero abbattuti diversi pali di sostegno della linea aerea di contatto e la stessa venne dissestata.
Sul posto giunsero rapidamente volontari, militari del servizio di pattugliamento (presenti lungo la linea a causa dei moti di Reggio Calabria), vigili del fuoco, polizia e carabinieri. Da Napoli Smistamento giunse poi un treno soccorso con un carro ferroviario gru di grande portata per poter spostare i rotabili deragliati o rovesciati sul fianco. I feriti iniziarono ad essere trasportati all'ospedale civile di Vibo Valentia. Più difficoltose furono le opere di soccorso di quelli incastrati tra i rottami della carrozza sventrata dal carro merci tra i quali venne estratta l'unica vittima dell'incidente, Michele De Simone, di anni 29, da Ascea ed altri feriti gravi. Complessivamente, nell'incidente, risultarono ferite 36 persone.
Sul posto si recarono, il procuratore della Repubblica di Vibo Valentia, alcuni alti funzionari del Compartimento FS di Reggio Calabria ed altre autorità della zona. 
Il traffico ferroviario rimase bloccato fino al pomeriggio del giorno 20 aprile.

## I treni coinvolti
- Il treno direttissimo MS "Freccia del Sud", da Milano per Reggio Calabria e Siracusa, composto da una locomotiva elettrica E.646 e 11 carrozze viaggiatori di 1ª e 2ª classe, carrozze letto e carrozze a cuccette[3].
- Un convoglio merci in sosta su un binario secondario della stazione.

## L'inchiesta
Vennero avviate due inchieste: una della magistratura che indagò sulle eventuali responsabilità e una delle Ferrovie dello Stato, affidata agli ingegneri, Astrologo, Bitto e Surace del Compartimento di Reggio Calabria. Venne innanzitutto esaminata la zona tachigrafica della locomotiva, che riportava la velocità di 92 km/h al momento del deragliamento, risultando quindi entro i limiti di velocità consentita dalla linea. 
Alcuni operai recuperarono poi un pezzo di binario di circa un metro e mezzo che era volato via finendo in un aranceto adiacente a qualche decina di metri di distanza; esaminato il tratto di binario ritrovato questo risultò lesionato e lo si ritenne un possibile elemento che, rottosi durante il passaggio del locomotore, aveva provocato lo svio del convoglio.  Si indagò anche sulla possibilità che fosse stato l'ago del deviatoio di ingresso a provocare il deragliamento. La commissione di inchiesta ministeriale istituita dal Ministro dei trasporti Italo Viglianesi non escluse l'ipotesi di un malfunzionamento dell'ago del deviatoio come causa o concausa del disastro.